# Португальське вино

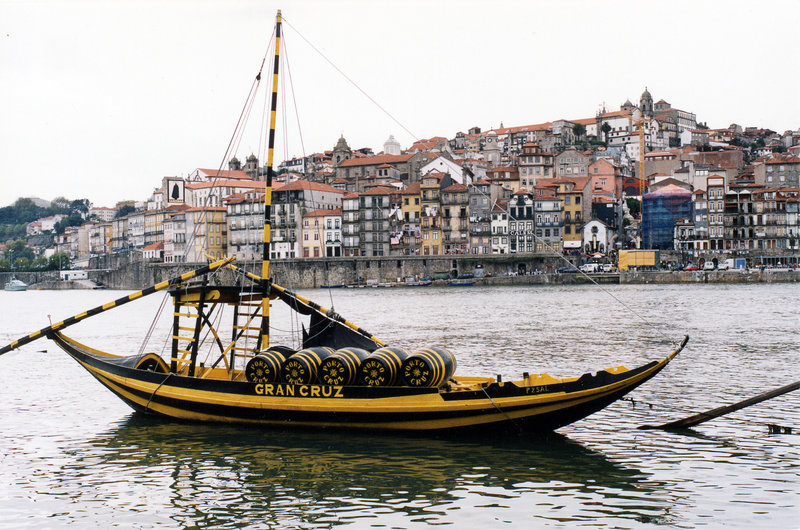
Традиційний човен рабелу, який використовувався для транспортування портвейну з долини Дору до винних підвалів поблизу міста Порто.

Португальське вино є результатом традицій, запроваджених у регіоні стародавніми цивілізаціями, такими як фінікійці, карфагеняни, греки та лузітанами.
Португалія почала експортувати свої вина до Риму за часів Римської імперії.
Експорт вина в Англію почав розвиватись після Метуенського договору 1703 року. В Португалії почали вирощувати найрізноманітніші сорти винограду. І в 1758 році, під керівництвом маркіза Помбала, в долині Дору був створений один з перших виноробних регіонів світу, Região Demarcada do Douro.
Португалія має два виноробних регіони, які охороняються ЮНЕСКО як Світова спадщина: Верхнє Дору (Douro Vinhateiro) та острів Піку (Ilha do Pico Vinhateira).

## Історія

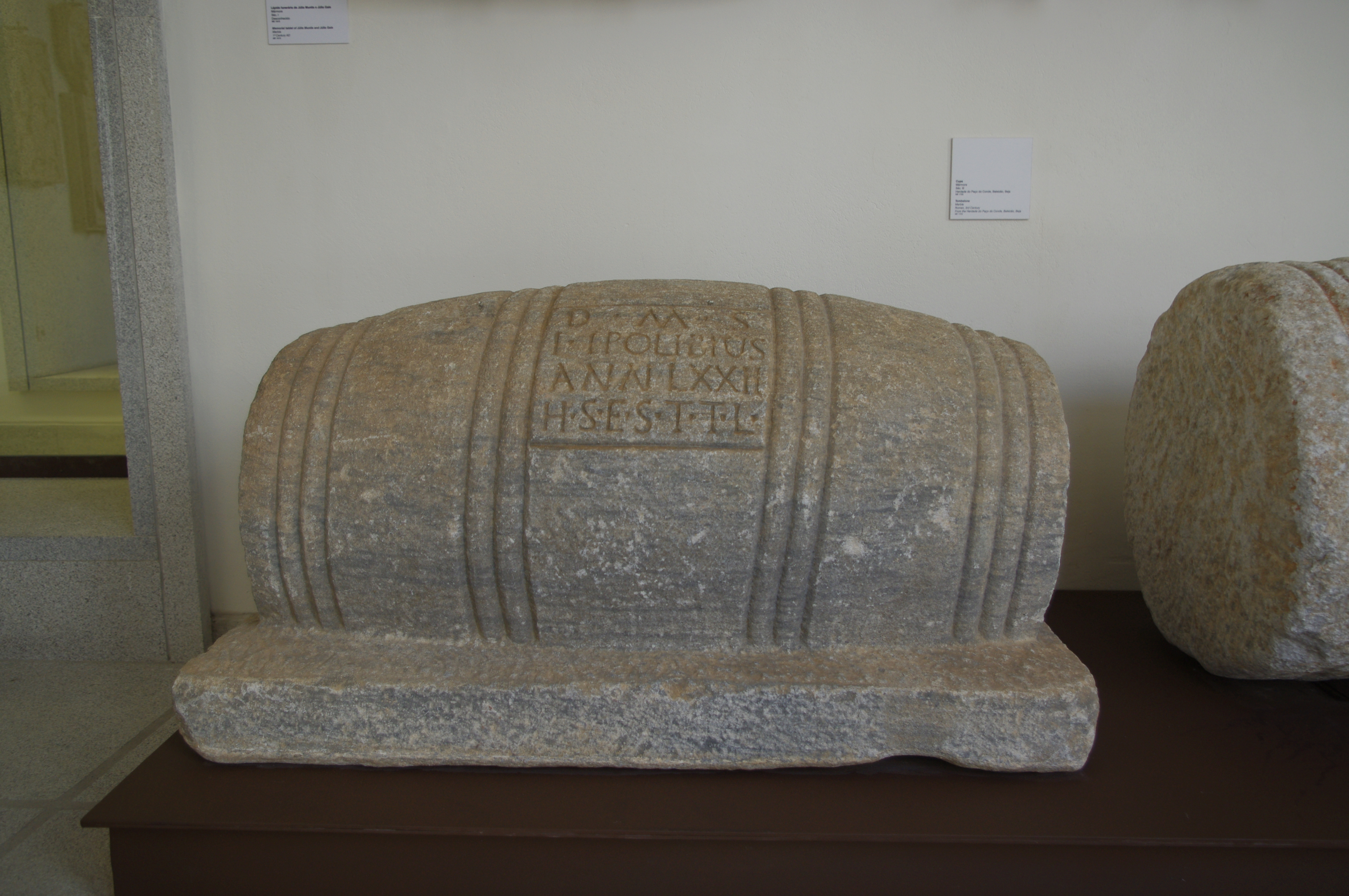
«Сupa», римські надгробні камені у формі винних бочок, використовувались в ІІІ столітті н. е.в Алентежу, Музей в Еворі

На Піренейському півострові деякі археологічні знахідки засвідчують, тут виробництво вина розпочалося в 5-4 столітті до н. е. Римляни багато робили для того, аби розширювати та поширювати винну культури у своїх поселеннях у провінції Лузітанія, особливо в португальській Ештремадура та південній Португалії. У Північній Португалії виноробство розпочалося з правління Риму. Страбон зауважує, що корінні народи в Північній Португалії в основному вживали жито (форма пива), а вино рідко вироблялося або вживалося. Потім вина почали виробляти по всій території Португалії як для місцевого споживання, так і для експорту до Риму .
Під час Реконкісти у XII та XIII століттях із заселенням (povoamento) завойованих територій, із-за релігійних переконань арабів виробництво вина зменшилось. Проте у цей же період додавались нові сорти вина з Бургундії.
А в Добу великих географічних відкриттів за наказом португальського інфанта Енріке Мореплавеця на щойно відкритий острів Мадейру було завезено сорти Мускатель та Мальвазія з грецького острова Крит.
В часи правління короля Карлуша І були створенні виноробні регіони Região Demarcada do Vinho Verde and the Região Demarcada do Dão у Колареші, Каркавелуша, Сетубалі та на Мадейрі.
У 1979 році додався Байррада, а в 1980 році — регіон Алгарве (Лагоа, Лагуш, Портімау і Тавіра).
У 1998 році область Алентежу увібрала в себе кілька менших регіонів, створених у 1995 році.

## Виноград

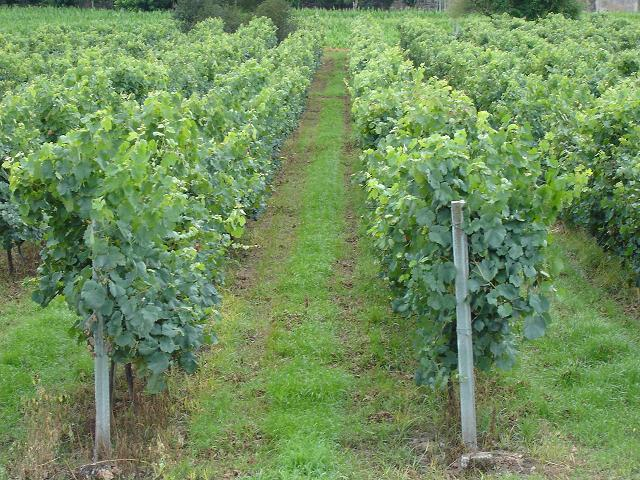
Виноградники у виноробному регіоні Віньйо-Верде, Міню, Португалія

Португалія має великий асортимент місцевих сортів винограду, з яких виготовляють різноманітні вина. Широкому масиву португальських сортів винограду суттєво сприяє ґрунт та клімат регіонів.
Під контролем справжності походження наступні сорти винограду (castas):
- Віню Верде Білий — Альбариньйо, Арінто, Авессо, Азал, Батока, Лорейру, Трейхадура. Червоний — Амарал, Боррасал, Алварелю, Ешпадейру, Падейру, Педрал, Рабо де Аньйо, Віньау (Сузао).
- Порто / Дору Білий — Арінто, Серсіал, Донзеліньйо Бранку, Фолгазау, Гувейо, Мальвазія Фіна, Мускатель Галего Бранку, Рабігату, Самарріньйо, Семільйон, Серсіал, Рупейру, Вардельйо, Віосіньйо, Вітал. Червоний — Торига Насьйональ, Тінта Амарела, Арагонез, Бастарду, Каштелау, Корніфесту, Донзеліньйо Тінто, Мальвасія Прета, Маруфу, Руфете, Тінта Барроса, Тінта Францишка, Тінто Кау, Торига Франка.
- Дау Білий — Енкурузаду, Бікал, Серсіал, Мальвазія Фіна, Вердельо. Червоний — Торига Насьйональ, Альфрочайро, Арагонез, Жаен і Руфете.
- Байррада Білий — Марія Гоміш, Арінто, Бікал, Серсіал, Рабу де Овеля, Вердельо. Червоний — Бага, Альфрохейру, Камарате, Каштелау, Жаен (Менсіа), Торига Насьйональ, Арагонеш.
- Буселас Білий — Арінто, Серсіал і Рабу де Овеля, Рабу де Овеля.
- Колареш Білий — Мальвасія. Червоний — Раміску.
- Каркавело Білий — Галегу Дораду, Ратіньо, Арінто Червоний — Каштелау і Прету Мартінью.
- Сетубал Білий — Мускатель де Сетубал. Червоний — Мускатель Рохо.
- Алентежу Білий — Антау Ваз, Арінто, Фернан Піріш, Рабу де Овеля, Рупейру. Червоний — Альфрохейру, Арагонез, Перикіта1, Тінта Каяда, Трінкадейра, Алікант Буше, Морето.
- Алгарве Білий — Арінто, Рупейру, Мантеуду, Мускатель Граудо, Перрум, Рабу де Овеля. Червоний — Негра Моле, Трінкадейра, Аліканте Буше, Арагонез, Перикіта
- Мадейра Білий — Серсіал, Мальвасія Фіна (Боал), Мальвасія Кандіда, Фольгасау (Террантез), Вердельо. Червоний — Бастардо, Тінта, Мальвасія Кандіда Роха, Вердельо Тінта і Тінта Негра.
- Тежу Білий — Арінто, Фернан Піріш, Рабу де Овеля, Талія, Трінкадейра дас Пратас, Вітал, Вердельо, Тамарез, Серсеаль Бранку, Аліканте Бранку, Шардоне, Мальвасія Рей, Піно Блан, Совіньон, Альбаріньйо, Мускатель Граду, Сіріа, Віосіньо. Червоний — Бага, Камарате, Каштелау, Трінкадейра, Тінта Міуда, Прето Мартіньо, Арагонес, Торига Франка, Торига Насьйональ, Альфрохейру, Каладок, Есгана Кау Тінто, Жаен, Петі Вердо, Тінта Баррока, Тінта Кайада, Тінто Кау, Мерло, Каберне Совіньйон, Бастардо, Нуар-Піно, Алікант Буше, Гранд Нуар, Морето, Сіра.

## Контроль справжності походження
Система контролю справжності походження вин регіону Дуро була створена майже за двісті років до подібної системи Франції, щоб захистити свої власні висококласні вина.
Офіційні позначення:
- Якісне вино, що виробляється в конкретному регіоні (QWPSR) або VQPRD —Vinho de Qualidade Produzido em Região Demarcada
  - Це найзахищеніші вина та вказують на конкретний виноградник, такий як Портвейн, Віню Верде та Алентежу. Ці вина мають позначку DOC (Denominação de Origem Controlada), що забезпечує найкращу якість.
- Вина, які відповідають списку стандартів, але походять не з регіону DOC, підпадають під категорію Indicação de Proveniência Regulamentada (Зазначення Контрольованого Походження)
- Регіональне вино — Vinho Regional — визначає походження вина з конкретного виноробного регіону Португалії.
- Столові вина — Vinho de Mesa — визначає виробника та походження з Португалії.

## Виноробні регіони
Віню Верде — регіон знаходиться в основному в провінції Міню:
1. Монсан
2. Ліма
3. Брага
4. Пенафіел
5. Басто
6. Амаранте

Свою назву регіон Віню Верде отримав від «зеленого» винограду, тобто збирається тут дещо недозрілим. Вина цього регіону за обсягами експорту посідають друге місце після портвейну. Найпопулярнішими у Португалії та за кордоном є білі вина.
Вина Дору походять з того ж регіону, що і портвейн. У минулому їх вважали біттерами. Щоб запобігти псуванню цього вина під час вояжів з Португалії до Англії, англійці вирішили додати до нього португальського бренді агуарденте. Перші задокументовані продажі португальських вин цього регіону датовані 1679 роком. Сьогоднішні столові вина Дору користуються великою популярністю у світі, своїм смакомм нагадуючи портвейн.
Регіон Дау створений в 1908 році — гірський регіон з помірним кліматом, в районі річок Мондегу і Дау в північному регіоні центральної Португалії. Ці гори захищають виноград від морського та континентального впливу.
Назва виноробного регіону Баррайра походить від португальського слова «barro», що означає «глина», із-зі глинистих ґрунтів регіону. Хоча регіон був класифікований у 1979 році, він є стародавнім. У цьому регіоні виробляють столові, білі та червоні вина. Тим не менш, він вирізняється своїми ігристими винами. Вино регіону Антулежу виробляється з винограду, посадженого на величезних виноградниках. Деякі виробники цього регіону все ще роблять вино у великих глиняних бочках, як у римські часи.
Вино Коларешу — це вино, яке виробляється на піщаних ґрунтах за Лісабоном між передгір'ями Сінтри та мису Рока. Через малу кількість земельних ділянок під виноградники та високий попит на виробництво, вино цього регіону є одним із найдорожчих португальських вин.

## Портвейн

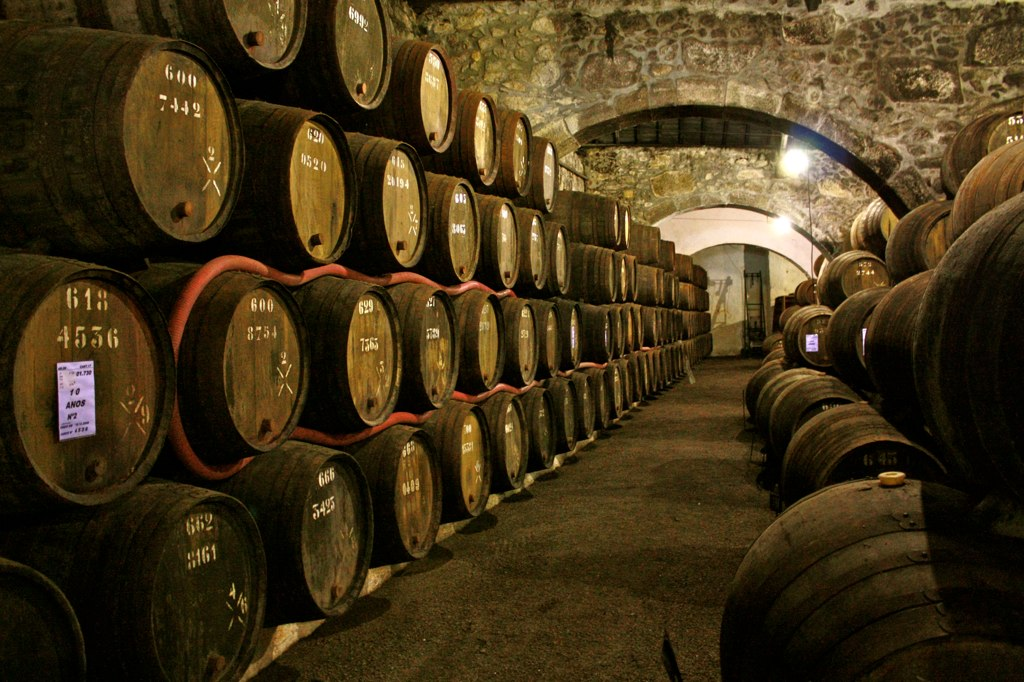
Винний погреб

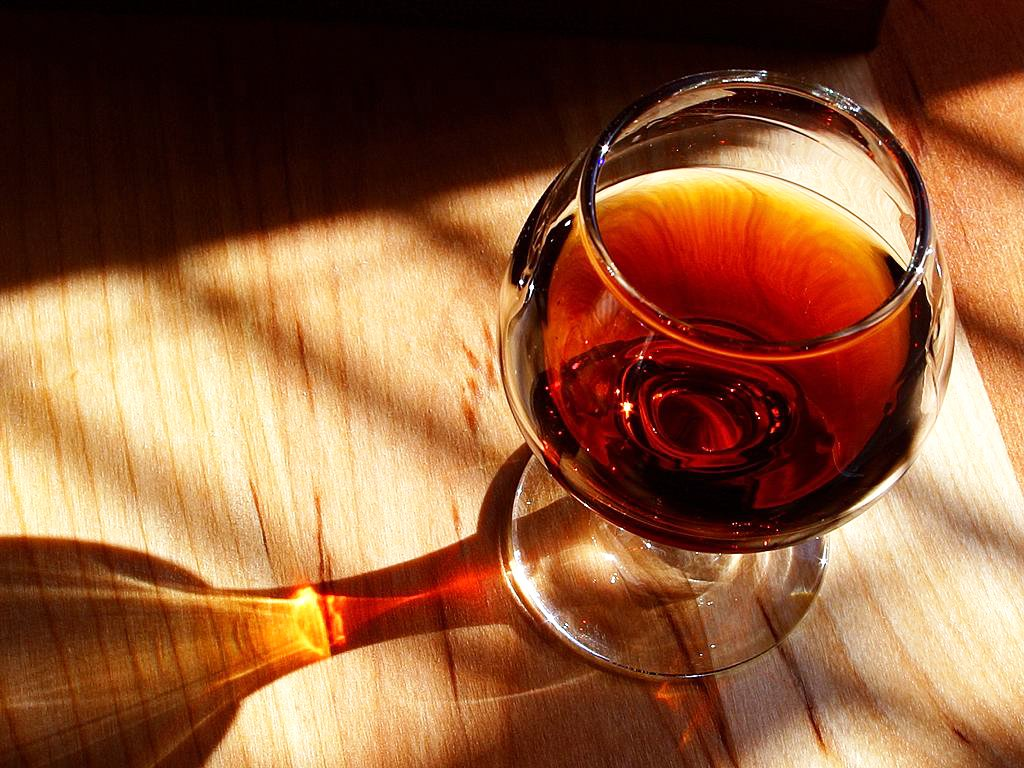
Склянка з портвейном (Tawny Port)

Виноград для портвейну повинен рости в ґрунті, багатому на сланці, і потребує специфічного мікроклімату. Портвейн виробляється за допомогою унікального методу вініфікації в долині Дору (регіону, віднесеному ЮНЕСКО до Світової спадщини). Червоні сорти — найпоширеніші. Експортується з міста Порту.
Винні погреби, де зберігається портвейн, можна відвідувати цілий рік, де можна дізнатись інформацію про історію портвейна та регіону Дору.

## Вина мускатель
Мускатель — це лікерне вино з півострова Сетубал. Вина цього півострова вперше згадуються в 1797 році.
Різновиди мускателю:
- Москатель де Фавайос з регіона Дору
- Галего (біле)
- Москатель Рохо

## Експорт
Країна є сьомою в списку найбільших експортерів цієї продукції в усьому світі.